# Remigius Vogel
Remigius Vogel (* 15. Januar 1792 in Unterthingau; † 16. März 1867 in Dillingen an der Donau) war ein deutscher katholischer Theologe, Pfarrer und Politiker.

## Leben
Vogel studierte von 1808 bis 1812 Katholische Theologie und Philosophie an der Universität Innsbruck, am Lyzeum in Dillingen und in Landshut. 1814 erfolgte die Priesterweihe in Eichstätt. Danach war er bis 1822 als Kaplan in Oberndorf am Lech bei Donauwörth tätig, dann in Leeder bei Buchloe und schließlich in Memmingen. Von 1822 bis 1824 arbeitete er als Vikar in Huttenwang bei Kaufbeuren, bis 1828 als Pfarrer in Pörnbach bei Pfaffenhofen an der Ilm. Von 1828 bis zu seinem Tod war er Stadtpfarrer in Dillingen, ab 1836 auch Dekan des Landkapitels und von 1837 bis 1855 zugleich Distriktsschulinspektor. Er war in Dillingen Mitgründer eines Krankenhauses, einer Gewerbeschule und einer Taubstummenanstalt.
Vom 29. Mai 1848 bis 19. Mai 1849 war Vogel für den Wahlkreis Schwaben in Dillingen Mitglied der Frankfurter Nationalversammlung in der Fraktion Casino. Von 1839 bis 1848 und von 1855 bis 1861 war Vogel Mitglied der bayerischen Zweiten Kammer. Dort war er am 14. Juli 1859 Alterspräsident. 1864 wurde er mit dem Verdienstorden vom Heiligen Michael ausgezeichnet.